# Zenon Żmudziński
Zenon Janusz Żmudziński (ur. 12 grudnia 1937 w Piastowie) – polski nauczyciel i polityk, poseł na Sejm PRL IX kadencji.

## Życiorys
Syn Antoniego i Wiktorii. Pracę rozpoczął w 1955 jako nauczyciel w szkole podstawowej. Ukończył w 1980 Wyższą Szkołę Pedagogiczną w Bydgoszczy. Pełnił funkcje w Związku Nauczycielstwa Polskiego.
28 kwietnia 1960 został członkiem Polskiej Zjednoczonej Partii Robotniczej. Od 1966 do 1972 był sekretarzem Komitetu Powiatowego PZPR w Szubinie, od 1975 do 1980 I sekretarzem Komitetu Miejsko-Gminnego PZPR w Łabiszynie. W 1980 został sekretarzem, a od 1983 do 1989 był I sekretarzem KW PZPR w Bydgoszczy. Od 3 lipca 1986 do 30 stycznia 1990 był członkiem Komitetu Centralnego PZPR.
Zasiadał w Radzie Wojewódzkiej Patriotycznego Ruchu Odrodzenia Narodowego w Bydgoszczy. Był też przewodniczącym Wojewódzkiego Społecznego Komitetu Ochotniczej Rezerwy Milicji Obywatelskiej.

## Odznaczenia[1]
- Krzyż Oficerski Orderu Odrodzenia Polski
- Krzyż Kawalerski Orderu Odrodzenia Polski
- Złoty Krzyż Zasługi
- Złote Odznaczenie im. Janka Krasickiego
- Honorowy Obywatel miasta Sliwen (Bułgaria)